# Olympe Aguado
Pour les articles homonymes, voir Aguado.
Olympe Aguado, né le 3 février 1827 à Paris et mort le 25 octobre 1894 à Compiègne, est un photographe français.
Il est le fils d'Alexandre Aguado et le frère d'Onésipe Aguado, également photographe.

## Biographie
Fils d'un banquier espagnol installé à Paris, le comte Olimpio Clemente Augusto Alejandro Aguado réalise des photographies animalières, des paysages, des portraits et des tableaux vivants, scènes de la vie quotidienne de son milieu social aristocratique.
Il fréquente l'atelier de Gustave Le Gray qui l'initie à la photographie, et est membre de la Société héliographique.
Lui et son frère Onésipe Aguado (1830-1893) travaillèrent ensemble sur la composition d'images photographiques.

## Distinctions
- Chevalier de la Légion d'honneur (décret du 30 juin 1867)

## Collections publiques
États-Unis
- New York :
  - Metropolitan Museum of Art ;
  - Museum of Modern Art.
- Saint-Louis, musée d'Art de Saint-Louis.

France
- Paris :
  - Bibliothèque nationale de France ;
  - musée d'Orsay ;
  - Société française de photographie
- Strasbourg, musée d'Art moderne et contemporain.

## Expositions
- Portraits d'artistes, Paris, 1986.
- 17 octobre 1997 - 4 janvier 1998 : Olympe Aguado (1827-1894) photographe, Musée d'Art moderne et contemporain de Strasbourg[2].
- Gustave Le Gray, Paris, Bibliothèque nationale de France, 2002.
- Le photographe photographié, l'autoportrait en France, de 1850 à 1914, Paris, 2004.
- Un dilettante chez les primitifs, 1850-1865, Paris, galerie Baudoin Lebon, 2004.
- Figures et portraits, Paris, 2006.

Photographies d'Olympe Aguado
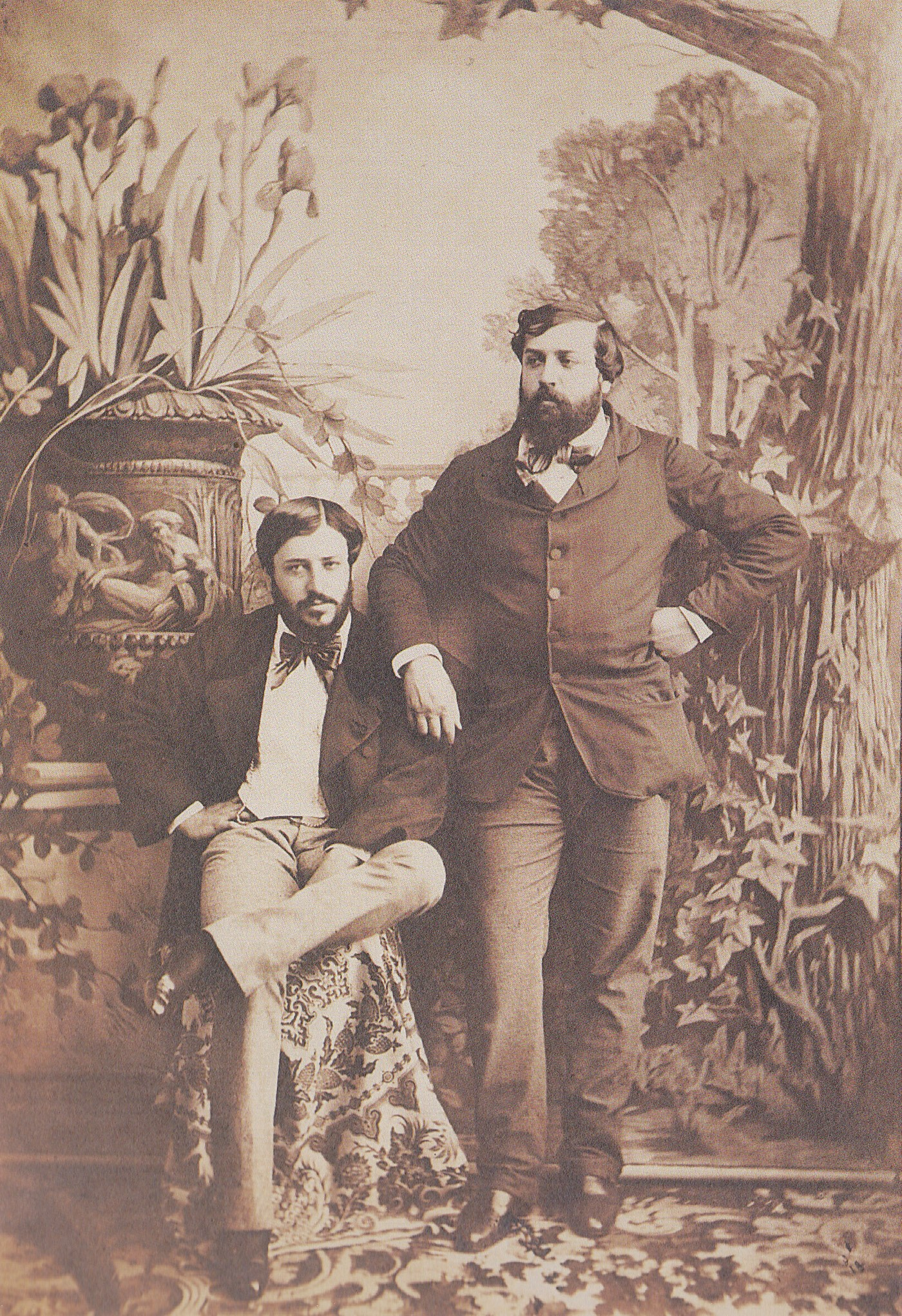
Autoportrait d'Olympe Aguado (debout) avec son frère Onésipe, 1853, Paris, BnF.
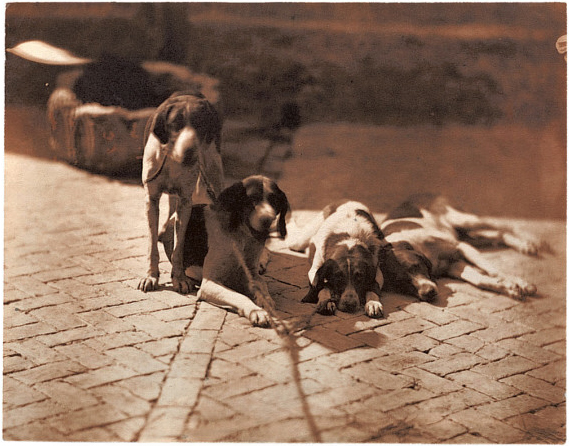
Chiens de chasse, vers 1853, musée d'Art de Saint-Louis.
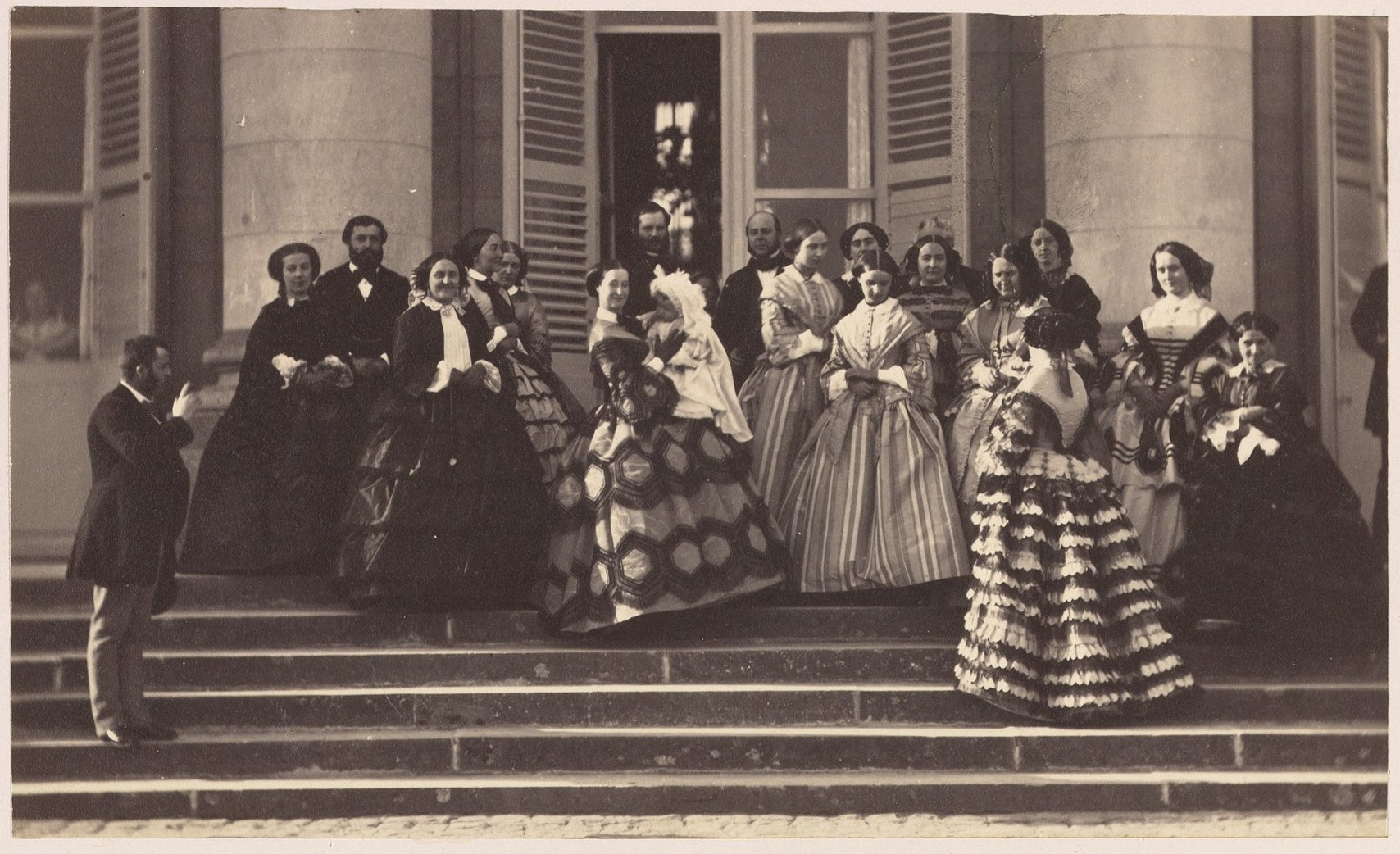
Présentation du Prince impérial à Compiègne, 1856, New York, Metropolitan Museum of Art.
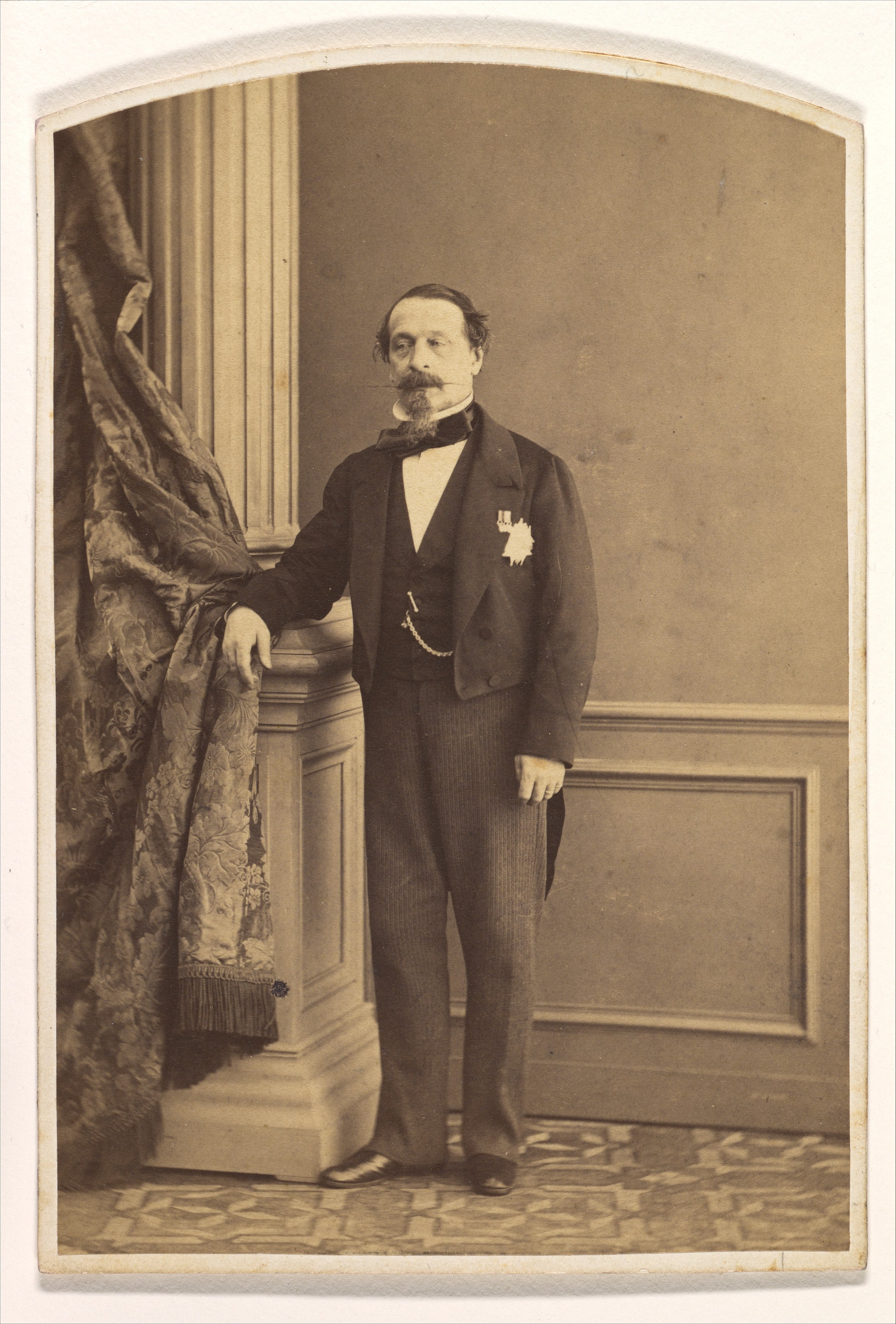
Napoléon III, 1860, New York, Metropolitan Museum of Art.
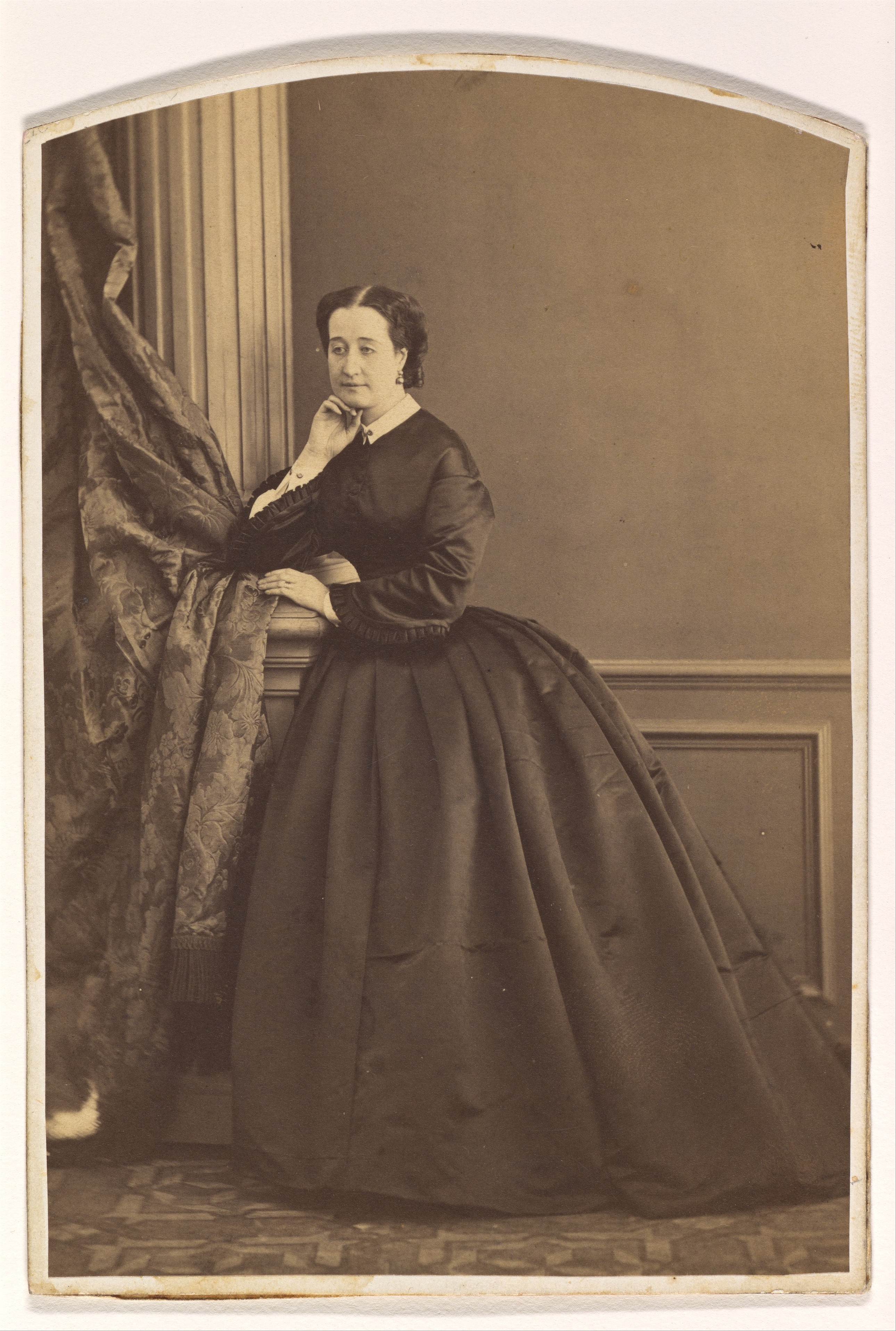
L'Impératrice Eugénie, 1860, New York, Metropolitan Museum of Art.
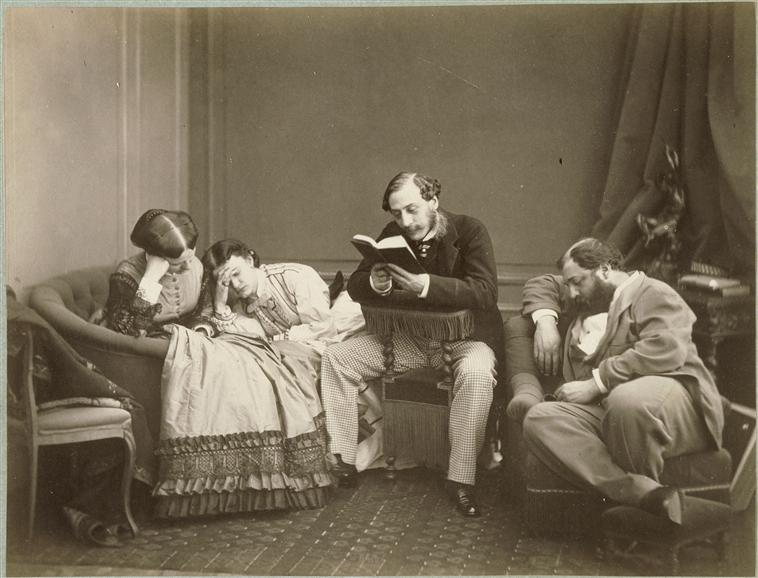
La Lecture, entre 1862 et 1864, Paris, musée d'Orsay.